# Virgile Joseph Béguin
Virgile Joseph Béguin, né le 14 août 1872 et mort le 2 mars 1955, est évêque de Belley en 1929, puis archevêque métropolitain d'Auch à partir de 1935.

## Distinction
- Chevalier de la Légion d'honneur (25 août 1953)[1]